# اینیاتسیو سیلونه
اینیاتسیو سیلونه (ایتالیایی: Ignazio Silone با نام اصلی سکوندینو ترانکیلی ایتالیایی: Secondino Tranquilli؛ (۱ مهٔ ۱۹۰۰ – ۲۲ اوت ۱۹۷۸) از نویسندگان معاصر ایتالیا بود.
بیشتر نوشته‌های او درباره جامعه ایتالیا وشرایط سیاسی آن سال‌ها هستند و به هم پیوستگی دارند.

## زندگی
اینیاتسیو سیلونه در ۱ مه ۱۹۰۰ در روستای پِسچینا از بخش ابروتزو زاده شد. او دوران کودکی را با فقر و تنگدستی گذراند و در زمین‌لرزه سال ۱۹۱۵ ایتالیا پدر و مادر و پنج برادر خود را از دست داد. در ۱۹۲۱ به حزب کمونیست ایتالیا پیوست و با دستگاه فاشیستی موسولینی به مبارزه پرداخت. اینیاتسیو سیلونه در ۱۹۲۷ سفری به شوروی کرد و پس از بازگشت از آن سفر مانند همکاران دیگر خود آندره ژید و آرتور کستلر راه مستقلی در پیش گرفت.
سیلونه که سال‌ها از پیشگامان مبارزه با فاشیسم بود به خوبی دریافته بود که دغدغهٔ احزاب کمونیست برقراری دموکراسی نیست و درافتادن آنها با فاشیست‌ها نیز نه به خاطر عشق به دمکراسی بلکه صرفاً به خاطر دشمنی با فاشیسم بوده‌است. گاهی نیز در این میان چنان بین مرز فاشیسم و کمونیسم از میان می‌رود که به گفتهٔ سیلونه: «منطق «مخالفت به هر قیمت» بسیاری از کمونیست‌های سابق را از مواضع اولیه‌شان دور کرده و حتی برخی از آنان را به فاشیسم کشانده‌است.»
از دید کمونیست‌ها دمکراسی پارلمانی مهم‌ترین مانع آنها در راه انقلاب کارگری بود و از میان بردن آن گامی رو به جلو محسوب می‌شد. با چنین راهبردی است که یکی از نشریات رسمی کمینترن به نام مبادلات بین‌المللی آشکارا از پیدایش نازیسم به عنوان قدمی به سوی انقلاب پرولتری نام برد. زیرا نازیسم هرگونه امید واهی به دمکراسی را از صحنهٔ سیاست آلمان می‌زدود.
اینیاتسیو سیلونه در میانهٔ ظهور فاشیسم به همراه آنتونیو گرامشی به مقابله با آن برخاست و به عنوان یکی از فعالان جنبش مقاومت ایتالیا شناخته شد. او در ۱۹۳۰ مجبور به ترک وطن و مهاجرت به سوئیس شد. در آنجا بود که سیلونه بسیاری از شاهکارهایی خود مانند نان و شراب، فانتامارا، دانه زیر برف، یک مشت تمشک، رازلوک، و روباه و گل‌های کاملیا را خلق کرد و مبارزه علیه فاشیسم را ادامه داد.
سیلونه در زمان جنگ جهانی دوم به وطن خود بازگشت و در نهضت زیرزمینی ضد فاشیسم علیه حکومت موسولینی مبارزه کرد.